# ناصر المقلد
ناصر المقلد (عربی: ناصر المقلد؛ زادهٔ ۱۲ اوت ۱۹۸۲) تیرانداز اهل کویت است.
وی در مسابقات کشوری و بین‌المللی در مجموع برندهٔ ۴ مدال طلا شده‌است.